# Пермякова, Светлана Юрьевна
Светла́на Ю́рьевна Пермяко́ва (род. 17 февраля 1972, Пермь) — российская актриса театра, кино, телевидения, озвучивания и дубляжа, участница команды КВН «Парма» (Пермский край), диджей радиостанции «Пионер FM». Вела телепередачу «О самом главном» на телеканале «Россия-1», ведущая шоу «Лига домохозяек» для цифровой платформы сайта ОК.RU, рекламное лицо косметики «Бороплюс».

## Биография
Родители работали на Пермском мукомольном заводе, отец — Юрий Васильевич Пермяков (умер в 2014 году) — машинистом электровоза, мать — Валентина Иосифовна Пермякова (скончалась в ноябре 2011 года) — счетоводом, считала вагоны с зерном.
У Пермяковой было три старших брата (младший из братьев умер, когда ему было два года, ещё до рождения Светланы), но они умерли.
В 1994 году окончила Пермский государственный институт искусства и культуры.

## Карьера
В 1994—1998 годах — актриса Лысьвенского драматического театра (г. Лысьва), в 1998—2005 — Пермского ТЮЗа. Играла в команде КВН Пермского государственного университета, с которой в 1992 году участвовала в первом четвертьфинале Высшей лиги, где они уступили симферопольцам. Вернулась на ТВ в 2002 году в составе сборной команды КВН «Парма», где вместе с Жанной Кадниковой составляла творческий дуэт — «Светка и Жанка» и в 2003 г. выиграла одну из 6 наград фестиваля «Голосящий КиВиН» в Юрмале — «Большой КиВиН в светлом».
Благодаря успеху в КВН начала артистическую карьеру в Москве. В 2005 году — ведущая программы «Полный привет» на «Русском радио», в 2006 — ведущая программы «Три рубля» на RU.TV.
Снимается в кино. Участвует в антрепризах. Участвовала в танцевальном шоу «Стиляги-шоу» с Максимом Галкиным. Ведущая рубрики «Советы от старшей вожатой Светы» на радиостанции «Пионер FM». С 2013 ведущая шоу «ШКАФ» на телеканале «Пятница!». С 17 ноября 2014 по 24 мая 2017 вела телепередачу «О самом главном» на телеканале «Россия-1» (заменила Андрея Леонова).
В сентябре 2021 года стала участницей шоу «Звёзды в Африке» на телеканале «ТНТ» где заняла 3-е место.
С лета 2022 года — ведущая программы «КругоСветка в Подмосковье» на телеканале 360.
В сентябре 2022 года стала участницей третьего сезона шоу «Звёзды в Африке. Битва сезонов» на телеканале «ТНТ» где заняла 8-е место.
В мае 2023 года вышел скетчком «Истории большой страны» на канале «Россия-1», в котором она приняла участие.

## Семья
4 сентября 2008 года вышла замуж за Евгения Бодрова, но уже в следующем месяце они развелись.
24 июля 2012 года родила дочь Варвару, отец Максим Скрябин.

## Фильмография

### Роли в кино
- 2007 — 2010 — Солдаты — прапорщик / старший прапорщик Жанна Семёновна Топалова
- 2008 — Шальной ангел — Дарья
- 2010 — 2016 — Интерны — старшая медсестра Любовь Михайловна Скрябина
- 2010 — Калачи — заведующая почтовым отделением
- 2011 — Домработница — Света
- 2012 — Большая ржака — продавщица в секс-шопе
- 2016 — Дед Мороз. Битва магов — баба Люба
- 2017 — Свидетели — Марго Сомова, владелица брачного агентства (серия «Сваха»)
- 2018 — Zомбоящик — домохозяйка
- 2018 — Первый парень на деревне — Солоха, деревенская ведьма
- 2019 — Дылды — мама Лёли
- 2020 — Вратарь Галактики — распределитель работ
- 2022 — Нина — комендантша
- 2023 — Одна дома — продавщица на ярмарке
- 2023 — На Рубле без рубля — Любка
- 2024 — Бедные смеются, богатые плачут — Оксана
- 2024 — Иван Васильевич меняет всё — продавщица джинсов на рынке (аллюзия на Зою Вексельштейн)
- 2025 — Царевна-лягушка — Баба-Яга

### Роли в киножурнале «Ералаш»
- 2012 — Выпуск № 266 (сюжет «Бессонница»)[8] — мама мальчика
- 2018 — Выпуск № 331 (сюжет «Какой сюрприз!»)[9] — мама Вики

### Дубляж и озвучивание
- 2015 — Йоко — тётя Маша
- 2016 — Синдбад: Пираты семи штормов — прорицательница Ман

## Телепроекты
- 2009 — Солдаты: Новый год, твою дивизию! (музыкальное новогоднее телешоу) — старший прапорщик Жанна Семёновна Топалова
- 2010 — Украина слезам не верит (телешоу) — Мамо

## Скетч-шоу
- 2010 — Одна за всех (скетч-шоу) — сестра Люси Гороховой

## Награды
- Дважды получила награду «Волшебная кулиса» (Пермский край) за лучшую женскую роль.
- Лауреат премии «Золотой Носорог» за лучшую женскую роль второго плана среди ситкомов («Интерны»).
- Лауреат народной премии «Телезвезда» (Украина) в номинации «Любимая актриса».

## Театр
По состоянию на 2020 год Светлана Пермякова была задействована в следующих антрепризах:
- Нелётная погода или брачный сезон у пингвинов (Свидание на четверых)
- Мужчины по вызову
- Шикарная свадьба
- Замужние невесты
- Седина в бороду
- Большая зебра
- Чокнутые
- Слишком женатый таксист
- Палата бизнес класса
- Просто Бэби
- Мурлин Мурло
- Несравненная Флоренс Фостер Дженкинс
- Любить не стыдно
- Часы с кукушкой
- Мужей много не бывает
- Курица
- Счастливый номер

Задействована в детских спектаклях театра «Буфф»: «Сказочный рейс» — Стюардесса, «Как чуть не съели принцессу Булочку» — добрая Фея.
Сыграны роли в театре:
- Н. Коляда «Мурлин Мурло» — Ольга
- Н. Островский «На бойком месте» — Евгения Мироновна
- Э. Вериго «Екатерина Вторая, Гренадер и Шаман сибирский» — Мавра
- Н. Коляда «Мы едем, едем, едем в далёкие края» — Нина Андреевна
- В. Винниченко «Прощание славянки» — Галка
- А. Чехов «Свадьба» — Анна Мартыновна Змеюкина
- Ж-Б. Мольер «Мещанин во дворянстве» — Николь
- М. Булгаков «Зойкина квартира» — Зоя Денисовна Пельц
- Н. Гоголь «Ревизор» — Авдотья
- В. Ерофеев «Вальпургиева ночь» — медсестра Тамарочка
- Д. Фонвизин «Недоросль» — госпожа Простакова
- А. Островский «Гроза» — Феклуша
- А. Слаповский «Блин-2» — Блинова
- В. Войнович «Чонкин» — Нюрка